# Mary (Saona y Loira)
 Mary  es una población y comuna francesa, en la región de Borgoña, departamento de Saona y Loira, en el distrito de Chalon-sur-Saône y cantón de Mont-Saint-Vincent.

## Demografía
| 280 | 207 | 199 | 206 | 224 | 217 |
| Para los censos de 1962 a 1999 la población legal corresponde a la población sin duplicidades (Fuente: INSEE [Consultar]) |     |     |     |     |     |